# Inna Ryzhyj
Inna Volodymyrivna Ryzhyj –en ucraniano, Інна Володимирівна Рижих– (Dnipropetrovsk, 15 de noviembre de 1985) es una deportista ucraniana que compitió en triatlón. Ganó dos medallas en el Campeonato Europeo de Triatlón, plata en 2011 y bronce en 2012.

## Palmarés internacional
| Campeonato Europeo | Campeonato Europeo  | Campeonato Europeo | Campeonato Europeo |
| Año                | Lugar               | Medalla            | Prueba             |
| ------------------ | ------------------- | ------------------ | ------------------ |
| 2011               | Pontevedra (España) | Medalla de plata   | Relevo mixto       |
| 2012               | Eilat (Israel)      | Medalla de bronce  | Relevo mixto       |